# Aphrosiphon bauhiniae
Aphrosiphon bauhiniae är en insektsart som beskrevs av William Edward China 1935. Aphrosiphon bauhiniae ingår i släktet Aphrosiphon och familjen Machaerotidae. Inga underarter finns listade i Catalogue of Life.